# Орден на Короната на Италия
Короната на Италия или Орден на Короната на Италия (на италиански: Ordine della Corona d'Italia) е италиански военен орден, учреден през 1868 г. от крал Виктор Емануил II в памет на обединението на Република Италия. От 1946 г. е заменен от ордена „За заслуги към Италианската република“.

## Ордена като цяло
- От другата страна се намира знака и звездата на висшия офицер на орден „Короната на Италия“
- Звезда на Голям кръст на орден „Короната на Италия“

## Различни степенни
- Кавалер на Голям кръст на орден „Короната на Италия“ (на италиански: Cavaliere di Gran Croce dell'Ordine della Corona d'Italia)

 Република 
 Кралство
- Висш офицер на орден „Короната на Италия“ (на италиански: Grande ufficiale dell'Ordine della Corona d'Italia)

 Република
 Кралство
- Командир на орден „Короната на Италия“ (на италиански: Commendatore dell'Ordine della Corona d'Italia)

 Республика
 Кралство
- Офицер на орден „Короната на Италия“ (на италиански: Ufficiale dell'Ordine della Corona d'Italia)

 Република
 Кралство
- Кавалер на орден „Короната на Италия“ (на италиански: Cavaliere dell'Ordine della Corona d'Italia)

 Република
 Кралство

## Руснаци, удостоени с орден „Короната на Италия“
- Барон Емил Оскарович Визел (1866 – 1943) – художник, куратор и член на Императорската художествена академия (от 1914). Организатор на международните художествени изложби в Италия.